# Iglesia de San Jorge (El Cairo)
La Iglesia y Monasterio de San Jorge es un complejo cristiano de la iglesia ortodoxa griega en la ciudad del El Cairo en su sector copto (parte del casco antiguo), en el país africano de Egipto. La iglesia data del siglo X (o anterior, probablemente al siglo VII). La estructura actual fue reconstruida tras el incendio de 1904. Se trata de un templo dedicado a San Jorge y la residencia del Patriarca de Alejandría.  Cerca hay también un monasterio de mujeres, de la Iglesia copta. 